# Wereldbeker rodelen 2019/2020
De wereldbeker rodelen (op kunstijsbanen) in het seizoen 2019/2020 (officieel: Viessmann Luge World Cup 2019/2020) begon op 23 november en eindigde op 1 maart. De competitie wordt georganiseerd door de FIL.
De competitie omvatte dit seizoen negen wedstrijden met de drie traditionele onderdelen in het rodelen. Bij de mannen individueel en dubbel en bij de vrouwen individueel. Bij zes wedstrijden werd er een landenwedstrijd georganiseerd waarover eveneens een wereldbekerklassement werd opgemaakt.
De titels gingen het vorige seizoen naar de Rus Semjon Pavlitsjenko (individueel), het Duitse duo Toni Eggert en Sascha Benecken (dubbel) bij de mannen, de Duitse Natalie Geisenberger (individueel) bij de vrouwen en Duitsland in het landenklassement.
Bij de mannen werd Pavlitsjenko werd dit seizoen opgevolgd door zijn landgenoot Roman Repilov. Zelf werd hij derde en de Italiaan Dominik Fischnaller eindigde als tweede bij de mannen. Eggert / Benecken prolongeerden de titel, zij eindigden voor hun landgenoten Tobias Wendl / Tobias Arlt en het Letse duo Andris Šics / Juris Šics. Bij de vrouwen werd Geisenberger (dit seizoen zelf geen deelneemster was vanwege zwangerschap opgevolgd door haar landgenote Julia Taubitz die voor de Russinnen Tatjana Ivanova en Viktoria Demtsjenko eindigde.

## Wereldbekerpunten
In elke wereldbekerwedstrijd zijn afhankelijk van de behaalde plaats een vast aantal punten te verdienen. De rodelaar met de meeste punten aan het eind van het seizoen wint de wereldbeker. De top 24 bij de solisten en de top 20 bij de dubbel na de eerste run gaan verder naar de tweede run, de overige deelnemers krijgen hun punten toegekend op basis van hun klassering na de eerste run. De onderstaande tabel geeft de punten per plaats weer.
| Plaats | 1   | 2  | 3  | 4  | 5  | 6  | 7  | 8  | 9  | 10 | 11 | 12 | 13 | 14 | 15 | 16 | 17 | 18 | 19 | 20 | 21 | 22 | 23 | 24 | 25 | 26 | 27 | 28 | 29 | 30 | 31 | 32 | 33 | 34 | 35 | 36 | 37 | 38 | 39 | 40+ |
| Punten | 100 | 85 | 70 | 60 | 55 | 50 | 46 | 42 | 39 | 36 | 34 | 32 | 30 | 28 | 26 | 25 | 24 | 23 | 22 | 21 | 20 | 19 | 18 | 17 | 16 | 15 | 14 | 13 | 12 | 11 | 10 | 9  | 8  | 7  | 6  | 5  | 4  | 3  | 2  | 1   |

## Mannen individueel

### Uitslagen
| Datum | Plaats        | Opmerking | Eerste              | Tweede              | Derde               |
| --- | ------------- | --------- | ------------------- | ------------------- | ------------------- |
| 24/11/2019 | Innsbruck     |           | Jonas Müller        | Roman Repilov       | Dominik Fischnaller |
| 01/12/2019 | Lake Placid   |           | Jonas Müller        | Tucker West         | Dominik Fischnaller |
| 01/12/2019 | Lake Placid   | Sprint    | Roman Repilov       | Tucker West         | Jonas Müller        |
| 14/12/2019 | Whistler      |           | Roman Repilov       | Felix Loch          | Dominik Fischnaller |
| 14/12/2019 | Whistler      | Sprint    | Reinhard Egger      | Roman Repilov       | Jonas Müller        |
| 12/01/2020 | Altenberg     |           | David Gleirscher    | Dominik Fischnaller | Felix Loch          |
| 19/01/2020 | Lillehammer * |           | Dominik Fischnaller | Semjon Pavlitsjenko | Roman Repilov       |
| 26/01/2020 | Sigulda       |           | Johannes Ludwig     | Roman Repilov       | David Gleirscher    |
| 26/01/2020 | Sigulda       | Sprint    | Semjon Pavlitsjenko | Dominik Fischnaller | David Gleirscher    |
| 02/02/2020 | Oberhof       |           | Johannes Ludwig     | Semjon Pavlitsjenko | Inārs Kivlenieks    |
| 14 tot en met 16 februari 2020: Wereldkampioenschappen rodelen 2020 in Sotsji (telde niet mee voor wereldbeker) |               |           |                     |                     |                     |
| 22/02/2020 | Winterberg    |           | Johannes Ludwig     | Kristers Aparjods   | Sebastian Bley      |
| 01/03/2020 | Königssee     |           | Semjon Pavlitsjenko | Jonas Müller        | Roman Repilov       |

* De wereldbeker in Lillehammer was tevens het Europees kampioenschap.

### Eindstanden
| #                    | Naam                 | Punten               |
| Algemene wereldbeker | Algemene wereldbeker | Algemene wereldbeker |
| -------------------- | -------------------- | -------------------- |
| 01                   | Roman Repilov        | 0765                 |
| 02                   | Dominik Fischnaller  | 0749                 |
| 03                   | Semjon Pavlitsjenko  | 0741                 |
| 04                   | Johannes Ludwig      | 0645                 |
| 05                   | Jonas Müller         | 0556                 |
| 06                   | David Gleirscher     | 0549                 |
| 07                   | Felix Loch           | 0482                 |
| 08                   | Reinhard Egger       | 0464                 |
| 09                   | Max Langenhan        | 0462                 |
| 10                   | Kristers Aparjods    | 0456                 |

| #                 | Naam                | Tijd              |
| Sprintwereldbeker | Sprintwereldbeker   | Sprintwereldbeker |
| ----------------- | ------------------- | ----------------- |
| 01                | Roman Repilov       | 1.38,018          |
| 02                | Semjon Pavlitsjenko | 1.38,090          |
| 03                | Reinhard Egger      | 1.38,249          |
| 04                | Max Langenhan       | 1.38,472          |
| 05                | Wolfgang Kindl      | 1.38,611          |
| 06                | Johannes Ludwig     | 1.38,819          |

## Mannen dubbel

### Uitslagen
| Datum | Plaats        | Opmerking | Eerste                                       | Tweede                                                                  | Derde                                          |
| --- | ------------- | --------- | -------------------------------------------- | ----------------------------------------------------------------------- | ---------------------------------------------- |
| 24/11/2019 | Innsbruck     |           | Duitsland Toni Eggert Sascha Benecken        | Duitsland Tobias Wendl Tobias Arlt                                      | Oostenrijk Thomas Steu Lorenz Koller           |
| 01/12/2019 | Lake Placid   |           | Duitsland Tobias Wendl Tobias Arlt           | Duitsland Toni Eggert Sascha Benecken                                   | Oostenrijk Thomas Steu Lorenz Koller           |
| 01/12/2019 | Lake Placid   | Sprint    | Letland Andris Šics Juris Šics               | Duitsland Toni Eggert Sascha Benecken                                   | Duitsland Tobias Wendl Tobias Arlt             |
| 14/12/2019 | Whistler      |           | Duitsland Toni Eggert Sascha Benecken        | Duitsland Tobias Wendl Tobias Arlt                                      | Rusland Vsevolod Kasjkin Konstantin Korsjoenov |
| 14/12/2019 | Whistler      | Sprint    | Duitsland Toni Eggert Sascha Benecken        | Duitsland Tobias Wendl Tobias Arlt                                      | Rusland Vsevolod Kasjkin Konstantin Korsjoenov |
| 12/01/2020 | Altenberg     |           | Oostenrijk Thomas Steu Lorenz Koller         | Duitsland Toni Eggert Sascha Benecken                                   | Rusland Alexander Denisjev Vladislav Antonov   |
| 19/01/2020 | Lillehammer * |           | Rusland Alexander Denisjev Vladislav Antonov | Oostenrijk Thomas Steu Lorenz Koller                                    | Rusland Vladislav Joezjakov Joeri Prochorov    |
| 26/01/2020 | Sigulda       |           | Letland Andris Šics Juris Šics               | Duitsland Tobias Wendl Tobias Arlt                                      | Duitsland Toni Eggert Sascha Benecken          |
| 26/01/2020 | Sigulda       | Sprint    | Letland Kristens Putins Imants Marcinkēvičs  | Italië Emanuel Rieder Simon Kainzwaldner Letland Andris Šics Juris Šics | -                                              |
| 02/02/2020 | Oberhof       |           | Duitsland Tobias Wendl Tobias Arlt           | Letland Andris Šics Juris Šics                                          | Duitsland Robin Johannes Geueke David Gamm     |
| 14 tot en met 16 februari 2020: Wereldkampioenschappen rodelen 2020 in Sotsji (telde niet mee voor wereldbeker) |               |           |                                              |                                                                         |                                                |
| 23/02/2020 | Winterberg    |           | Rusland Alexander Denisjev Vladislav Antonov | Letland Oskars Gudramovics Peteris Kalnins                              | Polen Wojciech Chmielewski Jakub Kowalewski    |
| 29/02/2020 | Königssee     |           | Duitsland Toni Eggert Sascha Benecken        | Duitsland Tobias Wendl Tobias Arlt                                      | Letland Andris Šics Juris Šics                 |

* De wereldbeker in Lillehammer was tevens het Europees kampioenschap.

### Eindstand
| Algemene wereldbeker | Algemene wereldbeker                   | Algemene wereldbeker |
| #                    | Naam                                   | Punten               |
| -------------------- | -------------------------------------- | -------------------- |
| 01                   | Toni Eggert Sascha Benecken            | 0872                 |
| 02                   | Tobias Wendl Tobias Arlt               | 0847                 |
| 03                   | Andris Šics Juris Šics                 | 0720                 |
| 04                   | Alexander Denisjev Vladislav Antonov   | 0630                 |
| 05                   | Oskars Gudramovics Peteris Kalnins     | 0543                 |
| 06                   | Robin Johannes Geueke David Gamm       | 0542                 |
| 07                   | Thomas Steu Lorenz Koller              | 0486                 |
| 08                   | Vladislav Joezjakov Joeri Prochorov    | 0476                 |
| 09                   | Emanuel Rieder Simon Kainzwaldner      | 0466                 |
| 10                   | Vsevolod Kasjkin Konstantin Korsjoenov | 0456                 |

| Sprintwereldbeker | Sprintwereldbeker                     | Sprintwereldbeker |
| #                 | Naam                                  | Tijd              |
| ----------------- | ------------------------------------- | ----------------- |
| 01                | Andris Šics Juris Šics                | 1.36,774          |
| 02                | Toni Eggert Sascha Benecken           | 1.36,788          |
| 03                | Tobias Wendl Tobias Arlt              | 1.36,789          |
| 04                | Vladislav Joezjakov Joeri Prochorov   | 1.37,175          |
| 05                | Robin Johannes Geueke David Gamm      | 1.37,318          |
| 06                | Tristan Walker Justin Snith           | 1.37,704          |
| 07                | Alexander Denisjev Vladislav Antonov  | 1.37,821          |
| 08                | Wojciech Chmielewski Jakub Kowalewski | 1.37,853          |
| 09                | Ludwig Rieder Patrick Rastner         | 1.38,335          |
| 10                | Oskars Gudramovics Peteris Kalnins    | 1.39,446          |

## Vrouwen individueel

### Uitslagen
| Datum | Plaats        | Opmerking | Eerste          | Tweede              | Derde                        |
| --- | ------------- | --------- | --------------- | ------------------- | ---------------------------- |
| 24/11/2019 | Innsbruck     |           | Tatjana Ivanova | Summer Britcher     | Julia Taubitz Jessica Tiebel |
| 01/12/2019 | Lake Placid   |           | Julia Taubitz   | Emily Sweeney       | Viktoria Demtsjenko          |
| 01/12/2019 | Lake Placid   | Sprint    | Julia Taubitz   | Summer Britcher     | Emily Sweeney                |
| 14/12/2019 | Whistler      |           | Anna Berreiter  | Tatjana Ivanova     | Viktoria Demtsjenko          |
| 14/12/2019 | Whistler      | Sprint    | Tatjana Ivanova | Emily Sweeney       | Cheyenne Rosenthal           |
| 12/01/2020 | Altenberg     |           | Julia Taubitz   | Tatjana Ivanova     | Andrea Vötter                |
| 19/01/2020 | Lillehammer * |           | Tatjana Ivanova | Summer Britcher     | Julia Taubitz                |
| 26/01/2020 | Sigulda       |           | Julia Taubitz   | Tatjana Ivanova     | Elīza Cauce                  |
| 26/01/2020 | Sigulda       | Sprint    | Julia Taubitz   | Viktoria Demtsjenko | Tatjana Ivanova              |
| 02/02/2020 | Oberhof       |           | Anna Berreiter  | Tatjana Ivanova     | Summer Britcher              |
| 14 tot en met 16 februari 2020: Wereldkampioenschappen rodelen 2020 in Sotsji (telde niet mee voor wereldbeker) |               |           |                 |                     |                              |
| 22/02/2020 | Winterberg    |           | Elīza Cauce     | Tatjana Ivanova     | Julia Taubitz                |
| 29/02/2020 | Königssee     |           | Anna Berreiter  | Julia Taubitz       | Viktoria Demtsjenko          |

* De wereldbeker in Lillehammer was tevens het Europees kampioenschap. Nadat Britcher (2e) uit de uitslag geschrapt was vormde het trio Tatjana Ivanova, Julia Taubitz en Viktoria Demtsjenko de top-3 van dit kampioenschap.

### Eindstand
| Algemene wereldbeker | Algemene wereldbeker | Algemene wereldbeker |
| #                    | Land                 | Punten               |
| -------------------- | -------------------- | -------------------- |
| 01                   | Julia Taubitz        | 0965                 |
| 02                   | Tatjana Ivanova      | 0957                 |
| 03                   | Viktoria Demtsjenko  | 0722                 |
| 04                   | Anna Berreiter       | 0637                 |
| 05                   | Summer Britcher      | 0523                 |
| 06                   | Jekaterina Katnikova | 0519                 |
| 07                   | Andrea Vötter        | 0486                 |
| 08                   | Kendija Aparjode     | 0457                 |
| 09                   | Elīza Cauce          | 0456                 |
| 10                   | Cheyenne Rosenthal   | 0396                 |

| Sprintwereldbeker | Sprintwereldbeker    | Sprintwereldbeker |
| #                 | Land                 | Tijd              |
| ----------------- | -------------------- | ----------------- |
| 01                | Julia Taubitz        | 1.36,466          |
| 02                | Tatjana Ivanova      | 1.36,796          |
| 03                | Viktoria Demtsjenko  | 1.36,850          |
| 04                | Emily Sweeney        | 1.36,917          |
| 05                | Jekaterina Katnikova | 1.37,016          |
| 06                | Kendija Aparjode     | 1.37,059          |
| 07                | Anna Berreiter       | 1.37,089          |
| 08                | Natalie Maag         | 1.37,124          |

## Landenwedstrijd
De landenwedstrijden (officieel: Viessmann Team Relay World Cup presented by BMW) vonden plaats in de vorm van een soort estafette, waarbij de volgende rodelslee van het team pas van start mag gaan als de voorgaande rodelslee is gefinisht, de startvolgorde kan per wedstrijd verschillen.

### Uitslagen
| Datum | Plaats        | Eerste                                                                             | Tweede                                                                           | Derde                                                                                 |
| --- | ------------- | ---------------------------------------------------------------------------------- | -------------------------------------------------------------------------------- | ------------------------------------------------------------------------------------- |
| 24/11/2019 | Innsbruck     | Italië Andrea Vötter Dominik Fischnaller Ivan Nagler + Fabian Malleier             | Oostenrijk Lisa Schulte Jonas Müller Thomas Steu + Lorenz Koller                 | Duitsland Julia Taubitz Felix Loch Toni Eggert + Sascha Benecken                      |
| 12/01/2020 | Altenberg     | Rusland Tatjana Ivanova Semjon Pavlitsjenko Alexander Denisjev + Vladislav Antonov | Duitsland Julia Taubitz Felix Loch Toni Eggert +Sascha Benecken                  | Italië Andrea Vötter Dominik Fischnaller Emanuel Rieder + Simon Kainzwaldner          |
| 19/01/2020 | Lillehammer * | Oostenrijk Madeleine Egle David Gleirscher Thomas Steu + Lorenz Koller             | Italië Andrea Vötter Dominik Fischnaller Ivan Nagler + Fabian Malleier           | Letland Ulla Zirne Kristers Aparjods Andris Šics + Juris Šics                         |
| 02/02/2020 | Oberhof       | Duitsland Anna Berreiter Johannes Ludwig Tobias Wendl + Tobias Arlt                | Verenigde Staten Summer Britcher Tucker West Chris Mazdzer + Jayson Terdiman     | Letland Kendija Aparjode Inārs Kivlenieks Andris Šics + Juris Šics                    |
| 14 tot en met 16 februari 2020: Wereldkampioenschappen rodelen 2020 in Sotsji (telde niet mee voor wereldbeker) |               |                                                                                    |                                                                                  |                                                                                       |
| 23/02/2020 | Winterberg    | Rusland Tatjana Ivanova Semjon Pavlitsjenko Alexander Denisjev + Vladislav Antonov | Italië Sandra Robatscher Dominik Fischnaller Emanuel Rieder + Simon Kainzwaldner | Letland Elīza Cauce Kristers Aparjods Oskars Gudramovics + Peteris Kalnins            |
| 01/03/2020 | Königssee     | Duitsland Anna Berreiter Felix Loch Toni Eggert +Sascha Benecken                   | Verenigde Staten Summer Britcher Tucker West Chris Mazdzer + Jayson Terdiman     | Rusland Viktoria Demtsjenko Semjon Pavlitsjenko Vladislav Joezjakov + Joeri Prochorov |

* De wereldbeker in Lillehammer was tevens het Europees kampioenschap.

### Eindstand
(#) het aantal deelnames op zes wereldbekerwedstrijden
| #  | Land             | Punten  |
| -- | ---------------- | ------- |
| 01 | Italië           | 431 (6) |
| 01 | Rusland          | 431 (6) |
| 03 | Duitsland        | 415 (5) |
| 04 | Letland          | 380 (6) |
| 05 | Oostenrijk       | 291 (4) |
| 06 | Slowakije        | 277 (6) |
| 07 | Verenigde Staten | 270 (4) |
| 08 | Oekraïne         | 249 (6) |
| 09 | Polen            | 237 (5) |
| 10 | Canada           | 148 (3) |
| 10 | Tsjechië         | 148 (4) |
| 12 | Roemenië         | 076 (2) |
| 13 | Zuid-Korea       | 075 (3) |
| 14 | Kazachstan       | 073 (2) |
| 15 | China            | 034 (2) |

1977/1978 · 
1978/1979 · 
1979/1980 · 
1980/1981 · 
1981/1982 · 
1982/1983 · 
1983/1984 · 
1984/1985 · 
1985/1986 · 
1986/1987 · 
1987/1988 · 
1988/1989 · 
1989/1990 · 
1990/1991 · 
1991/1992 · 
1992/1993 · 
1993/1994 · 
1994/1995 · 
1995/1996 · 
1996/1997 · 
1997/1998 · 
1998/1999 · 
1999/2000 · 
2000/2001 · 
2001/2002 · 
2002/2003 · 
2003/2004 · 
2004/2005 · 
2005/2006 · 
2006/2007 · 
2007/2008 · 
2008/2009 · 
2009/2010 ·
2010/2011 ·
2011/2012 ·
2012/2013 ·
2013/2014 ·
2014/2015 ·
2015/2016 ·
2016/2017 ·
2017/2018 ·
2018/2019 · 
2019/2020 ·
2020/2021 ·
2021/2022 ·
2022/2023 ·
2023/2024 ·
2024/2025
Alpineskiën ·
Biatlon ·
Bobsleeën ·
Freestyleskiën ·
Langlaufen ·
Noordse combinatie ·
Rodelen ·
Schaatsen (junioren) ·
Schansspringen ·
Shorttrack ·
Skeleton ·
Snowboarden